# Seznam dirkačev v motociklizmu
Seznam dirkačev v motociklizmu v abecednem redu za razrede MotoGP, 500 cm³, 350 cm³, 250 cm³, 125 cm³, 80 cm³ in 50 cm³.